# Anisodontea theronii
Anisodontea theronii är en malvaväxtart som beskrevs av D. M. Bates. Anisodontea theronii ingår i släktet rumsmalvor, och familjen malvaväxter. Inga underarter finns listade i Catalogue of Life.